# Istituto Smol'nyj
L'Istituto Smol'nyj (in russo Смольный институт?, Smol'nyj institut) è un edificio palladiano a San Pietroburgo che ha svolto un ruolo importante nella storia della Russia.

## Origine del nome
Ha mutuato il suo nome dal vicino Monastero Smol'nyj.
L'area fu chiamata Smol'nyj, cioè "il luogo della pece", perché, alle origini di San Pietroburgo, questo era il luogo ai margini della città dove la pece (smola in russo) era prodotta per l'impiego nella costruzione e la manutenzione delle navi.

## Storia

### Funzione originaria
L'edificio fu commissionato a Giacomo Quarenghi dalla Società per l'Educazione delle Nobili Fanciulle e costruito tra il 1806 ed 1808 per ospitare l'Istituto Smol'nyj per Nobili Fanciulle, fondato con un decreto di Caterina la Grande nel 1764, su sollecitazione di Ivan Beckoj.
Lo Smol'nyj fu il primo istituto di istruzione per donne della Russia e continuò a funzionare sotto il patrocinio personale dell'imperatrice fino a poco prima della rivoluzione del 1917.
Un giardino curato e una recinzione in ferro battuto attorno all'istituto risalgono al XIX secolo.
Aveva studiato allo Smol'nyj anche Elena del Montenegro, futura regina d'Italia.

### Nel Novecento
Nel 1917 l'edificio venne scelto da Vladimir Lenin come quartier generale dei Bolscevichi durante la Rivoluzione d'ottobre.
Fu la residenza di Lenin per diversi mesi, fino a quando il governo nazionale venne spostato al Cremlino di Mosca. 
Successivamente, lo Smol'nyj divenne la sede pietroburghese del Partito Comunista dell'Unione Sovietica.

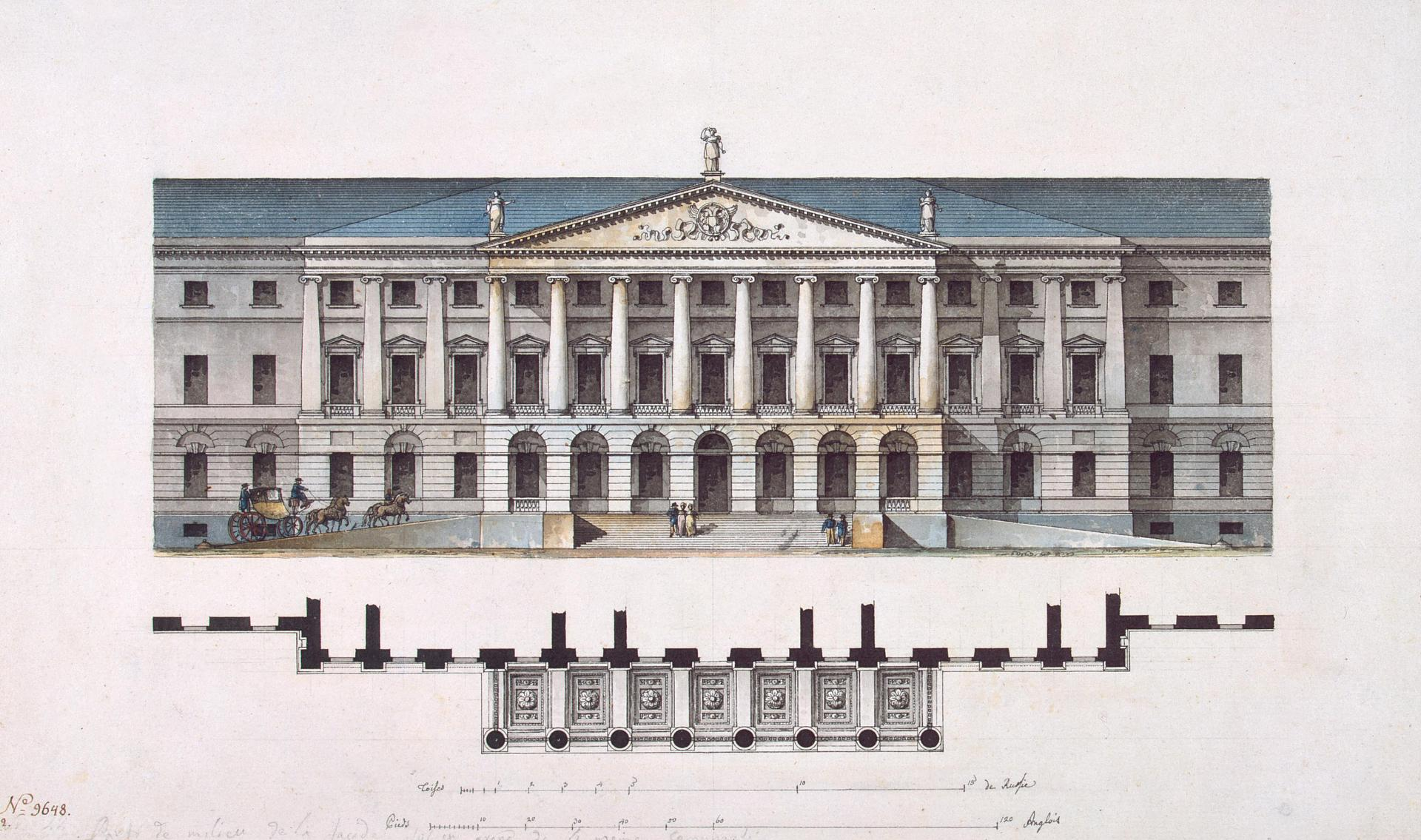
Disegno originale di Giacomo Quarenghi per l'Istituto Smol'nyj (1806)

Nel 1927, un monumento a Lenin fu eretto di fronte all'edificio, disegnato dallo scultore, Vasily Kozlov e dagli architetti Vladimir Shchuko e Vladimir Gelfreikh.
Qui fu assassinato Sergei Kirov nel 1934.
Dopo il 1991, il palazzo è stato utilizzato come sede del sindaco (governatore dopo il 1996) e dell'amministrazione della città. Vladimir Putin vi ha lavorato dal 1991 al 1997, mentre era in carica Anatolij Aleksandrovič Sobčak.